# Barbara van Strien
Barbara van Strien is een Nederlandse golfprofessional.

## Amateur
In 1985 won Barbara van Strien op de baan van de oude Amsterdamsche het NK Junioren Strokeplay met 157.

## Professional
Van Strien speelde in de jaren 80 op de Ladies European Tour. Na Marjan de Boer waren zij en Liz Weima daar de enige Nederlandse speelsters.
In 1991 werd Van Strien Nederlands kampioen bij de professionals. In de jaren daarop nam ze deel aan de Dutch Ladies Open Van 1995 tot 2015 was ze golfleraar op De Goese Golf. In 2014 was ze op de baan van de Keppelse Golfclub captain bij de strijd om de Eschauzier Cup.